# Liste des festivals québécois
Voici une liste de festivals québécois, qui ont lieu soit au Québec soit en France.

## Liste de festivals qui ont lieu au Québec
| Festival                                                                      | Ville                       | Région touristique      | Fondation |
| ----------------------------------------------------------------------------- | --------------------------- | ----------------------- | --------- |
| Festival de Musique Beauce Rock                                               | Beauceville                 | Chaudière-Appalaches    | 2021      |
| Vieux Quai en Fête                                                            | Sept-Îles                   | Duplessis               | 1994      |
| Festival de la gourgane                                                       | Albanel                     | Saguenay–Lac-Saint-Jean | 1974      |
| Festirame                                                                     | Alma                        | Saguenay–Lac-Saint-Jean | 1974      |
| Festival Tam Tam Macadam                                                      | Alma                        | Saguenay-Lac-Saint-Jean | 1997      |
| Festival de la chanson de Saint-Ambroise                                      | Saint-Ambroise              | Saguenay–Lac-Saint-Jean | 1992      |
| Festival Eau Grand Air                                                        | Baie-Comeau                 | Manicouagan             | 2014      |
| Le Festif!                                                                    | Baie-Saint-Paul             | Charlevoix              | 2010      |
| Festival d'été de Belœil                                                      | Belœil                      | Montérégie              | 2006      |
| Spectacle et salon aérien des Cantons-de-l'Est                                | Bromont                     | Cantons-de-l'Est        | 1992      |
| Soif de musique                                                               | Cowansville                 | Cantons-de-l'Est        | 2019      |
| Festival international de la chanson de Granby                                | Granby                      | Cantons-de-l'Est        | 1969      |
| Festival La Virée                                                             | Carleton-sur-Mer            | Gaspésie                | 2001      |
| Festival en chanson de Petite-Vallée                                          | Petite-Vallée               | Gaspésie                | 1983      |
| Festival du Bleuet                                                            | Dolbeau-Mistassini          | Saguenay–Lac-Saint-Jean | 1960      |
| Festival musique du bout du monde                                             | Gaspé                       | Gaspésie                | 2004      |
| Festival des jeux de Gatineau                                                 | Gatineau                    | Outaouais               | 2015      |
| Festival de montgolfières de Gatineau                                         | Gatineau                    | Outaouais               | 1988      |
| L'Outaouais en fête                                                           | Gatineau                    | Outaouais               | 1976      |
| Montebello Rock                                                               | Montebello                  | Outaouais               | 2005      |
| Festival de cirque des Îles                                                   | Les Îles-de-la-Madeleine    | Îles de la Madeleine    | 2019      |
| Festival de la Famille de Havre-Saint-Pierre                                  | Havre-Saint-Pierre          | Duplessis               | 1999      |
| Innu Nikamu                                                                   | Maliotenam                  | Duplessis               | 1985      |
| Festival de Lanaudière                                                        | Joliette                    | Lanaudière              | 1978      |
| Festival Mémoire et Racines                                                   | Saint-Charles-Borromée      | Lanaudière              | 1995      |
| Festival de musique celtique Héritage Kinnear's Mills                         | Kinnear's Mills             | Chaudière-Appalaches    | 2008      |
| Festivent                                                                     | Lévis                       | Chaudière-Appalaches    | 1983      |
| Festival international de jazz de Montréal                                    | Montréal                    | Montréal                | 1980      |
| Festival de films francophones Cinemania                                      | Montréal                    | Montréal                | 1995      |
| Présence autochtone                                                           | Montréal                    | Montréal                | 1990      |
| Festival Vue sur la Relève                                                    | Montréal                    | Montréal                | 1996      |
| Fierté Montréal                                                               | Montréal                    | Montréal                | 2007      |
| Festival interculturel du conte du Québec                                     | Montréal                    | Montréal                | 1993      |
| Francos de Montréal                                                           | Montréal                    | Montréal                | 1989      |
| Pop Montréal                                                                  | Montréal                    | Montréal                | 2002      |
| Festival MURAL                                                                | Montréal                    | Montréal                | 2013      |
| Festival international Mizik Kreyol de Montréal                               | Montréal                    | Montréal                | 2014      |
| Festival TransAmériques                                                       | Montréal                    | Montréal                | 1985      |
| Festival Bach Montréal                                                        | Montréal                    | Montréal                | 2005      |
| Festival de musique de chambre de Montréal                                    | Montréal                    | Montréal                | 1995      |
| Les Escales improbables                                                       | Montréal                    | Montréal                | 2004      |
| Festival international Nuits d'Afrique                                        | Montréal                    | Montréal                | 1987      |
| Festival du monde arabe de Montréal                                           | Montréal                    | Montréal                | 2000      |
| FestiBlues international de Montréal                                          | Montréal                    | Montréal                | 1998      |
| International des Feux Loto-Québec                                            | Montréal                    | Montréal                | 1985      |
| Festival Mode & Design de Montréal                                            | Montréal                    | Montréal                | 2001      |
| Festival international Montréal en arts                                       | Montréal                    | Montréal                | 1999      |
| Montréal/Nouvelles Musiques                                                   | Montréal                    | Montréal                | 2003      |
| Montréal complètement cirque                                                  | Montréal                    | Montréal                | 2010      |
| Zoofest                                                                       | Montréal                    | Montréal                | 2009      |
| Osheaga                                                                       | Montréal                    | Montréal                | 2006      |
| MEG Montréal                                                                  | Montréal                    | Montréal                | 1999      |
| Pouzza Fest                                                                   | Montréal                    | Montréal                | 2011      |
| Festival littéraire international de Montréal Metropolis bleu                 | Montréal                    | Montréal                | 1999      |
| Festival du nouveau cinéma de Montréal                                        | Montréal                    | Montréal                | 1971      |
| Festival Courts d'un soir                                                     | Montréal                    | Montréal                | 2017      |
| Fête des Neiges de Montréal                                                   | Montréal                    | Montréal                | 1983      |
| Montréal en lumière                                                           | Montréal                    | Montréal                | 2000      |
| Igloofest                                                                     | Montréal                    | Montréal                | 2007      |
| Mondial de la bière                                                           | Montréal                    | Montréal                | 1994      |
| M pour Montréal                                                               | Montréal                    | Montréal                | 2006      |
| Les Rendez-vous Québec Cinéma                                                 | Montréal                    | Montréal                | 1982      |
| Mutek                                                                         | Montréal                    | Montréal                | 2000      |
| Festival St-Ambroise Fringe Montréal (en)                                     | Montréal                    | Montréal                | 1990      |
| Heavy Montréal                                                                | Montréal                    | Montréal                | 2008      |
| Festival Eurêka!                                                              | Montréal                    | Montréal                | 2007      |
| Piknic Électronik                                                             | Montréal                    | Montréal                | 2003      |
| Massimadi                                                                     | Montréal                    | Montréal                | 2009      |
| Festival Cabane Panache                                                       | Montréal                    | Montréal                | 2010      |
| Festival de Marionnettes plein la rue                                         | Montréal                    | Montréal                | 2010      |
| Tribal Fest                                                                   | Shawinigan                  | Mauricie                | 2018      |
| Trois-Rivières en blues                                                       | Trois Rivières              | Mauricie                | 2009      |
| FestiVoix de Trois-Rivières                                                   | Trois Rivières              | Mauricie                | 1992      |
| Festival international de danse Encore                                        | Trois Rivières              | Mauricie                | 1994      |
| Le Mois Multi                                                                 | Québec                      | Québec                  | 2000      |
| Festival Envol et Macadam de Québec                                           | Québec                      | Québec                  | 1996      |
| Carrefour international de théâtre de Québec                                  | Québec                      | Québec                  | 1992      |
| Festival OFF de Québec                                                        | Québec                      | Québec                  | 2004      |
| Festival d'été de Québec                                                      | Québec                      | Québec                  | 1968      |
| Festival celtique de Québec                                                   | Québec                      | Québec                  |           |
| Carnaval de Québec                                                            | Québec                      | Québec                  | 1955      |
| Festival de cinéma de la ville de Québec                                      | Québec                      | Québec                  | 2011      |
| Festival d'opéra de Québec                                                    | Québec                      | Québec                  |           |
| Fêtes de la Nouvelle-France                                                   | Québec                      | Québec                  |           |
| Festival de culture japonaise Nadeshicon                                      | Québec                      | Québec                  |           |
| Québec en toutes lettres                                                      | Québec                      | Québec                  |           |
| Festival Québec BD                                                            | Québec                      | Québec                  | 1988      |
| Festival de la magie de Québec                                                | Québec                      | Québec                  |           |
| Grands feux Loto-Québec                                                       | Québec-Lévis                | Québec                  | 1995      |
| Festival de films pour l'environnement                                        | Saint-Casimir               | Québec                  | 2004      |
| Fête du Partage                                                               | Rawdon                      | Lanaudière              |           |
| Les Grandes Fêtes Telus                                                       | Rimouski                    | Bas-Saint-Laurent       | 2007      |
| Festi Jazz international de Rimouski                                          | Rimouski                    | Bas-Saint-Laurent       | 1986      |
| Festival des guitares du monde en Abitibi-Témiscamingue                       | Rouyn-Noranda               | Abitibi-Témiscamingue   | 2005      |
| Festival du cinéma international en Abitibi-Témiscamingue                     | Rouyn-Noranda               | Abitibi-Témiscamingue   | 1982      |
| Festival de musique émergente                                                 | Rouyn-Noranda               | Abitibi-Témiscamingue   | 2003      |
| Festival western de Guigues                                                   | Saint-Bruno-de-Guigues      | Abitibi-Témiscamingue   | 1981      |
| Foire gourmande de l'Abitibi-Témiscamingue et du Nord-Est ontarien            | Ville-Marie                 | Abitibi-Témiscamingue   | 2002      |
| Festival Regard                                                               | Saguenay                    | Saguenay–Lac-Saint-Jean | 1996      |
| Festival jazz et blues de Saguenay                                            | Saguenay                    | Saguenay-Lac-Saint-Jean | 1995      |
| Festival international des rythmes du monde de Saguenay                       | Saguenay                    | Saguenay–Lac-Saint-Jean |           |
| La noce                                                                       | Saguenay                    | Saguenay-Lac-Saint-Jean | 2017      |
| Kénogami en fête                                                              | Saguenay                    | Saguenay–Lac-Saint-Jean |           |
| Jonquière en Musique                                                          | Saguenay                    | Saguenay–Lac-Saint-Jean |           |
| Festival country de Lotbinière                                                | Saint-Agapit                | Chaudière-Appalaches    |           |
| Festival d'Automne de Sainte-Agathe-de-Lotbinière                             | Sainte-Agathe-de-Lotbinière | Chaudière-Appalaches    |           |
| Festivités western de Saint-Victor                                            | Saint-Victor                | Chaudière-Appalaches    | 1978      |
| Festival Tout en famille                                                      | Saint-Esprit                | Lanaudière              |           |
| International de montgolfières de Saint-Jean-sur-Richelieu                    | Saint-Jean-sur-Richelieu    | Montérégie              | 1984      |
| La Commission brassicole                                                      | Saint-Casimir               | Québec                  |           |
| Festival de pyrotechnies Saint-Alex en feux                                   | Saint-Alexandre             | Montérégie              |           |
| Festival western de Saint-Tite                                                | Saint-Tite                  | Mauricie                | 1967      |
| Festival de sculptures d'art populaire de Saint-Ulric                         | Saint-Ulric                 | Gaspésie                |           |
| Festival du cochon de Sainte-Perpétue                                         | Sainte-Perpétue             | Centre-du-Québec        | 1977      |
| Rodéo mécanic                                                                 | Tingwick                    | Centre-du-Québec        | 1990      |
| Fête du lac des Nations                                                       | Sherbrooke                  | Cantons-de-l'Est        | 1981      |
| Festival international Harmonies celtiques                                    | Lac-Brome                   | Cantons-de-l'Est        | 2007      |
| Festival Colline                                                              | Lac-Mégantic                | Cantons-de-l'Est        | 2021      |
| Fête de l'eau                                                                 | Sherbrooke                  | Cantons-de-l'Est        |           |
| Festival des traditions du monde de Sherbrooke                                | Sherbrooke                  | Cantons-de-l'Est        |           |
| Festival des harmonies et orchestres symphoniques du Québec                   | Sherbrooke                  | Cantons-de-l'Est        | 1929      |
| Les Cartonfolies de Cabano                                                    | Témiscouata-sur-le-Lac      | Bas-Saint-Laurent       | 2001      |
| Le Grand Tintamarre                                                           | Tadoussac                   | Manicouagan             |           |
| Festival de la chanson de Tadoussac                                           | Tadoussac                   | Manicouagan             | 1984      |
| Festival-Morin, santé globale, art et spiritualité                            | Val-Morin                   | Laurentides             |           |
| Festival international du blues de Tremblant                                  | Mont-Tremblant              | Laurentides             | 1993      |
| Festival international de musique actuelle de Victoriaville                   | Victoriaville               | Centre-du-Québec        | 1984      |
| Mondial des cidres de glace                                                   | Montréal                    | Montréal                | 2007      |
| Festival Folifrets Baie-James                                                 | Chibougamau                 | Nord-du-Québec          | 1967      |
| Festival en Août                                                              | Chibougamau                 | Nord-du-Québec          | 1999      |
| Festival du Doré Baie-James                                                   | Chapais                     | Nord-du-Québec          | 1999      |
| Festival de musique trad Val-d’Or                                             | Val-d'Or                    | Abitibi-Témiscamingue   | 2018      |
| Festival de contes et légendes en Abitibi-Témiscamingue                       | Val-d'Or                    | Abitibi-Témiscamingue   | 2004      |
| Festival de la relève musicale indépendante en Abitibi-Témiscamingue (FRIMAT) | Val-d'Or                    | Abitibi-Témiscamingue   | 2005      |
| Le Tremplin                                                                   | Dégelis                     | Bas-Saint-Laurent       | 2000      |
| Festival d'humour de l'Abitibi-Témiscamingue                                  | Val-d'Or                    | Abitibi-Témiscamingue   | 1998      |

## Festivals de cinéma
| Festival                                                  | Ville                          | Fondation |
| --------------------------------------------------------- | ------------------------------ | --------- |
| Festival du nouveau cinéma de Montréal                    | Montréal                       | 1971      |
| Festival international du film sur l'art                  | Montréal                       | 1981      |
| Les Rendez-vous Québec Cinéma                             | Montréal                       | 1982      |
| Festival du cinéma international en Abitibi-Témiscamingue | Rouyn-Noranda                  | 1982      |
| Carrousel international du film de Rimouski               | Rimouski                       | 1983      |
| Festival de cinéma Vues d'Afrique                         | Montréal                       | 1984      |
| Festival du film international de Baie-Comeau             | Baie-Comeau                    | 1988      |
| Festival du film de Sept-Îles                             | Sept-Îles                      | 1991      |
| Festival de films francophones Cinemania                  | Montréal                       | 1995      |
| Festival international du court métrage au Saguenay       | Saguenay                       | 1996      |
| FanTasia                                                  | Montréal                       | 1996      |
| Tournée mondiale du Festival du film de montagne de Banff | Tournée provinciale            | 1996      |
| Festival international du film pour enfants de Montréal   | Montréal                       | 1998      |
| Rencontres internationales du documentaire de Montréal    | Montréal                       | 1998      |
| Festival du film de l'Outaouais                           | Gatineau                       | 1999      |
| Les Sommets du cinéma d'animation                         | Montréal                       | 2002      |
| Festival film LGBTQUEER de Montréal                       | Montréal                       | 2002      |
| Festival Spasm                                            | Montréal                       | 2002      |
| Festival du film de Saint-Séverin                         | Saint-Séverin                  | 2002      |
| Festival du film étudiant de Québec                       | Québec                         | 2003      |
| Festival international de courts métrages Images en vues  | Les Îles-de-la-Madeleine       | 2003      |
| Festival international du film ethnographique du Québec   | Montréal et Québec             | 2003      |
| Festival de films pour l'environnement                    | Saint-Casimir                  | 2004      |
| Festival du documenteur de l'Abitibi-Témiscamingue        | Rouyn-Noranda                  | 2004      |
| Festival international du film black de Montréal          | Montréal                       | 2005      |
| Festival du cinéma israélien de Montréal                  | Montréal                       | 2005      |
| Festival de films underground de Montréal                 | Montréal                       | 2005      |
| Festival international de cinéma et d'art de Percé        | Percé                          | 2008      |
| Festival des films et des arts LGBTQ afro                 | Montréal                       | 2009      |
| Festival du cinéma latino-américain de Montréal           | Montréal                       | 2009      |
| Cinéma sous les étoiles de Funambules Médias              | Montréal                       | 2010      |
| Festival du cinéma documentaire de Gaspé                  | Gaspé                          | 2010      |
| Festival de cinéma de la ville de Québec                  | Québec                         | 2011      |
| Vues dans la tête de ...                                  | Rivière-du-Loup                | 2012      |
| Festival de cinéma en famille de Québec                   | Québec                         | 2012      |
| Festival international de films d'animation de Montréal   | Montréal                       | 2012      |
| Festival de cinéma du monde de Sherbrooke                 | Sherbrooke                     | 2014      |
| Film noir au canal                                        | Montréal                       | 2015      |
| Festival international du film Canada Chine               | Montréal                       | 2016      |
| Festival des films de l'Asie du Sud de Montréal           | Montréal                       | 2016      |
| Festival de films féministes de Montréal                  | Montréal                       | 2017      |
| Festival international du film de Trois-Rivières          | Trois-Rivières                 | 2017      |
| Festival Courts d'un soir                                 | Montréal                       | 2017      |
| Festival de films de la Montérégie                        | Municipalités de la Montérégie | 2017      |
| Les Journées VisuElles Film Festival                      | Montréal                       | 2017      |
| Les Filministes                                           | Montréal                       | 2018      |
| Festival de cinéma de Knowlton                            | Lac-Brome                      | 2018      |
| Festival international du film d'histoire de Montréal     | Montréal                       | 2019      |

## Anciens festivals
| Festival                                                | Ville                   | Fondation | fin  |
| ------------------------------------------------------- | ----------------------- | --------- | ---- |
| Festibel                                                | Belœil                  | 1999      | 2002 |
| Musique en vue                                          | Cowansville             | 1992      | 2015 |
| Mondial des Cultures                                    | Drummondville           | 1982      | 2017 |
| Festival des générations                                | East Broughton          | v. 2007   | 2018 |
| Festival international du court-métrage de l'Outaouais  | Gatineau                | 2013      | ?    |
| Festival musique du bout du monde                       | Gaspé                   | 2003      | 2009 |
| Festival du film des Cantons-de-l’Est                   | Lac-Brome               | 2011      | 2014 |
| Mondial Loto-Québec de Laval                            | Laval                   | 2005      | 2014 |
| La Relève prend l'air                                   | Lévis                   | 2004      | 2014 |
| Festival international du film de Montréal              | Montréal                | 1960      | 1967 |
| Festival du cinéma canadien                             | Montréal                | 1963      | 1967 |
| Festival des films du monde de Montréal                 | Montréal                | 1977      | 2018 |
| Festival international du film Super 8 du Québec        | Montréal                | 1980      | 1986 |
| Festivalissimo                                          | Montréal                | 1997      | 2012 |
| Festival du film de Juste pour rire                     | Montréal                | 1997      | ?    |
| Proje(c)t Y                                             | Montréal                | 1997      | ?    |
| Juste pour rire                                         | Montréal                | 1983      | 2023 |
| Festival international de percussions                   | Montréal                | 2002      | 2016 |
| Festival international de musique haïtienne de Montréal | Montréal                | 2006      | 2009 |
| Festivals de Montréal                                   | Montréal                | 1936      | 1965 |
| Divers/Cité                                             | Montréal                | 1993      | 2014 |
| Festival musique multi-Montréal                         | Montréal                | 1990      | 2013 |
| Festival celtique international de Montréal             | Montréal                | 2000      | 2002 |
| Festival des films du monde de Montréal                 | Montréal                | 1977      | 2018 |
| Festivalissimo                                          | Montréal                | 1997      | 2012 |
| Rivière Batiscan en fête                                | Notre-Dame-de-Montauban | 2004      | 2018 |
| Festival Vitesse Lumière                                | Québec                  | 1997      | 2018 |
| Festival de cinéma des 3 Amériques de Québec            | Québec                  | 2000      | 2009 |
| Festival international de musiques militaires de Québec | Québec                  | 1998      | 2013 |
| Spectacle aérien international de Québec                | Québec                  | 1985      | 2010 |
| Festival Vitesse Lumière                                | Québec-Lévis            | 1997      | 2018 |
| Folie-Ô-Skop                                            | Rouyn-Noranda           | 2006      | 2010 |
| Soda fest                                               | Saguenay                | 2017      | 2018 |
| Woodstock en Beauce                                     | Saint-Éphrem-de-Beauce  | 1995      | 2016 |
| Polliwog                                                | Itinérant               | 1996      | 2002 |

## Liste des festivals québécois qui ont lieu en France
- Festival franco-québécois de Verneuil-sur-Avre
- Festival québécois d'Île-de-France à Longjumeau
- Festimusiques de Pralognan-La Vanoise
- Festival Aurores Montréal

## Images

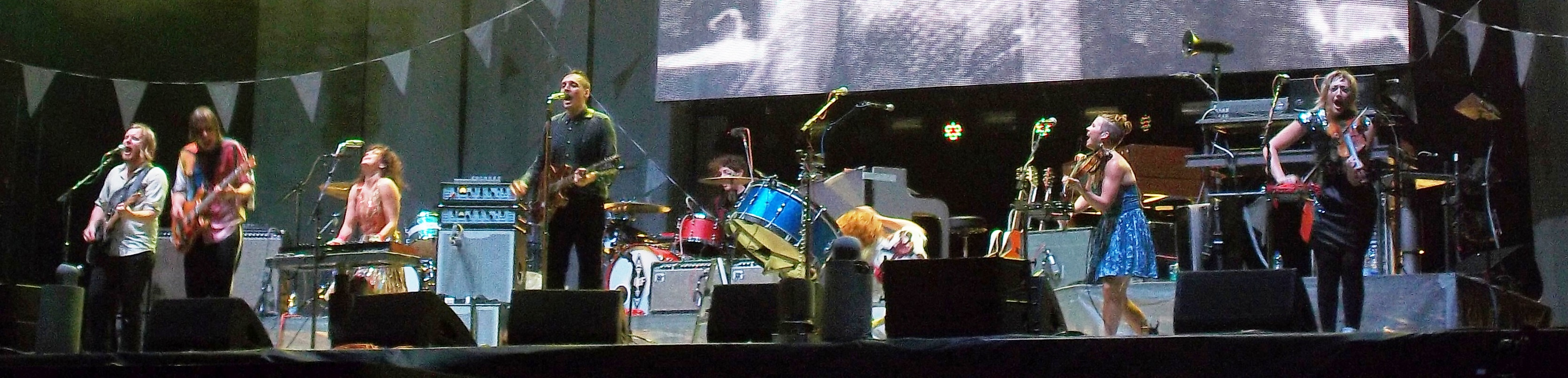
Arcade Fire au Pop Montréal en 2011
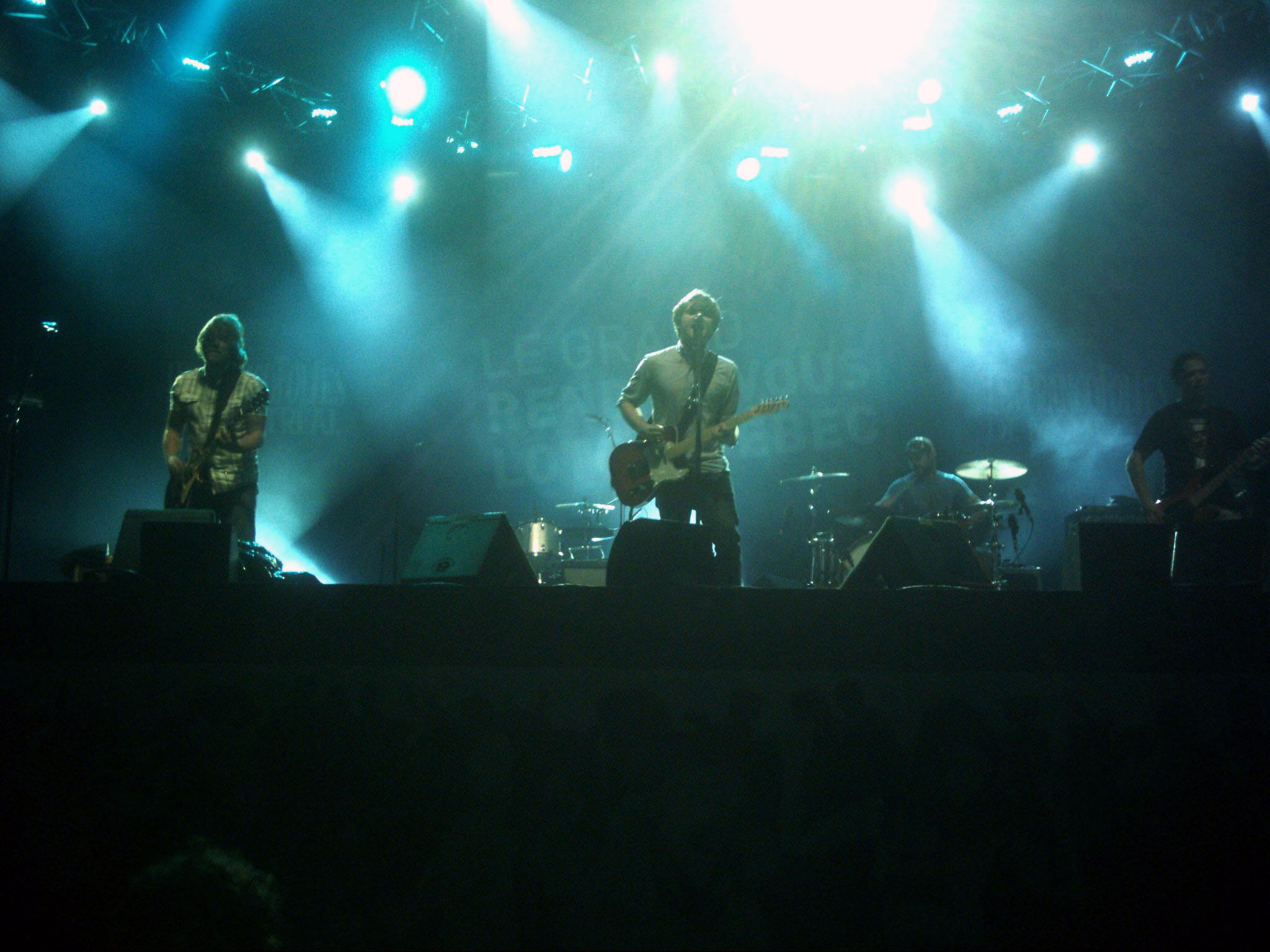
Les Trois Accords au Francophonie de Montréal en 2010
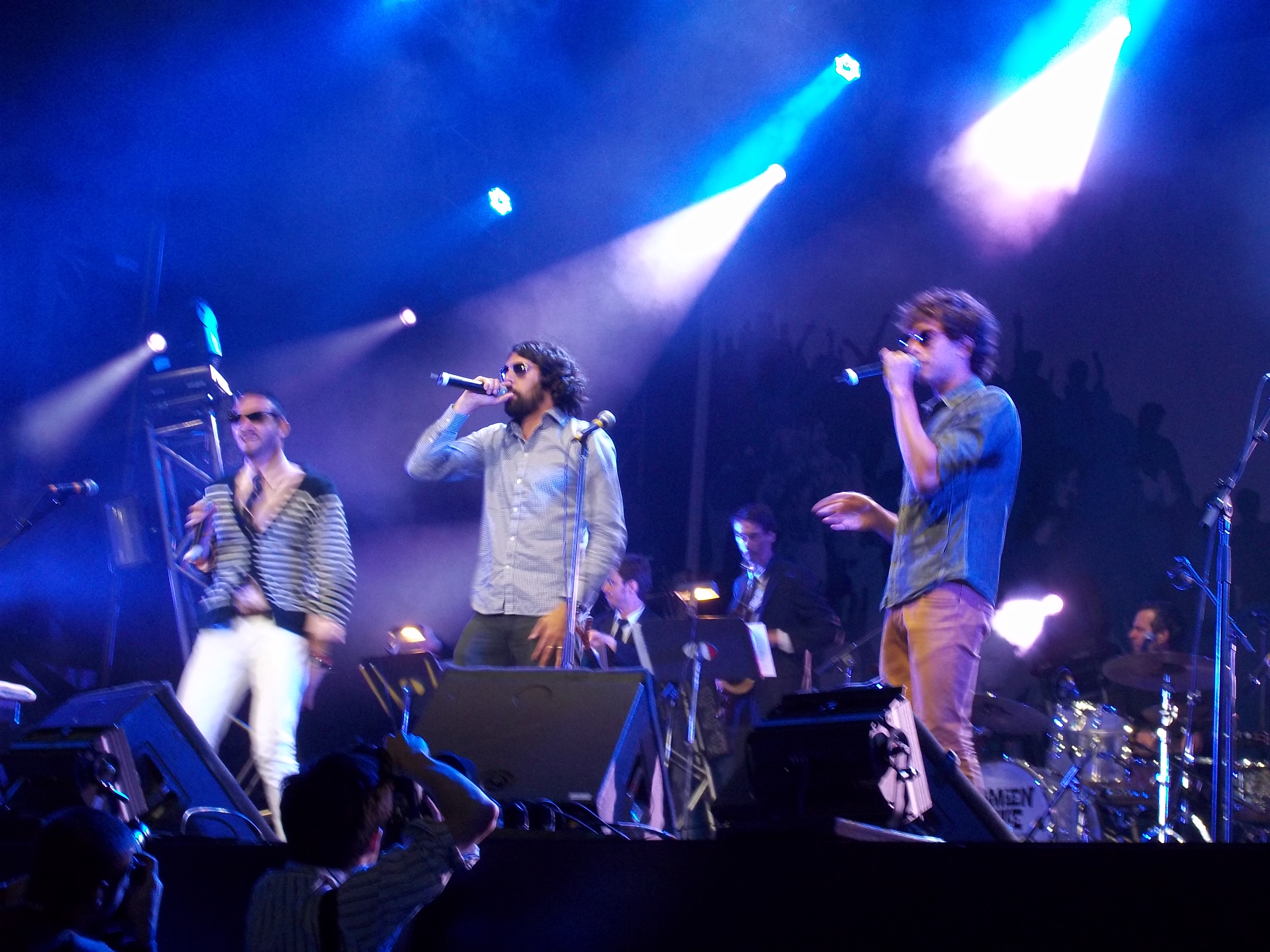
Radio Radio au Franco de 2011
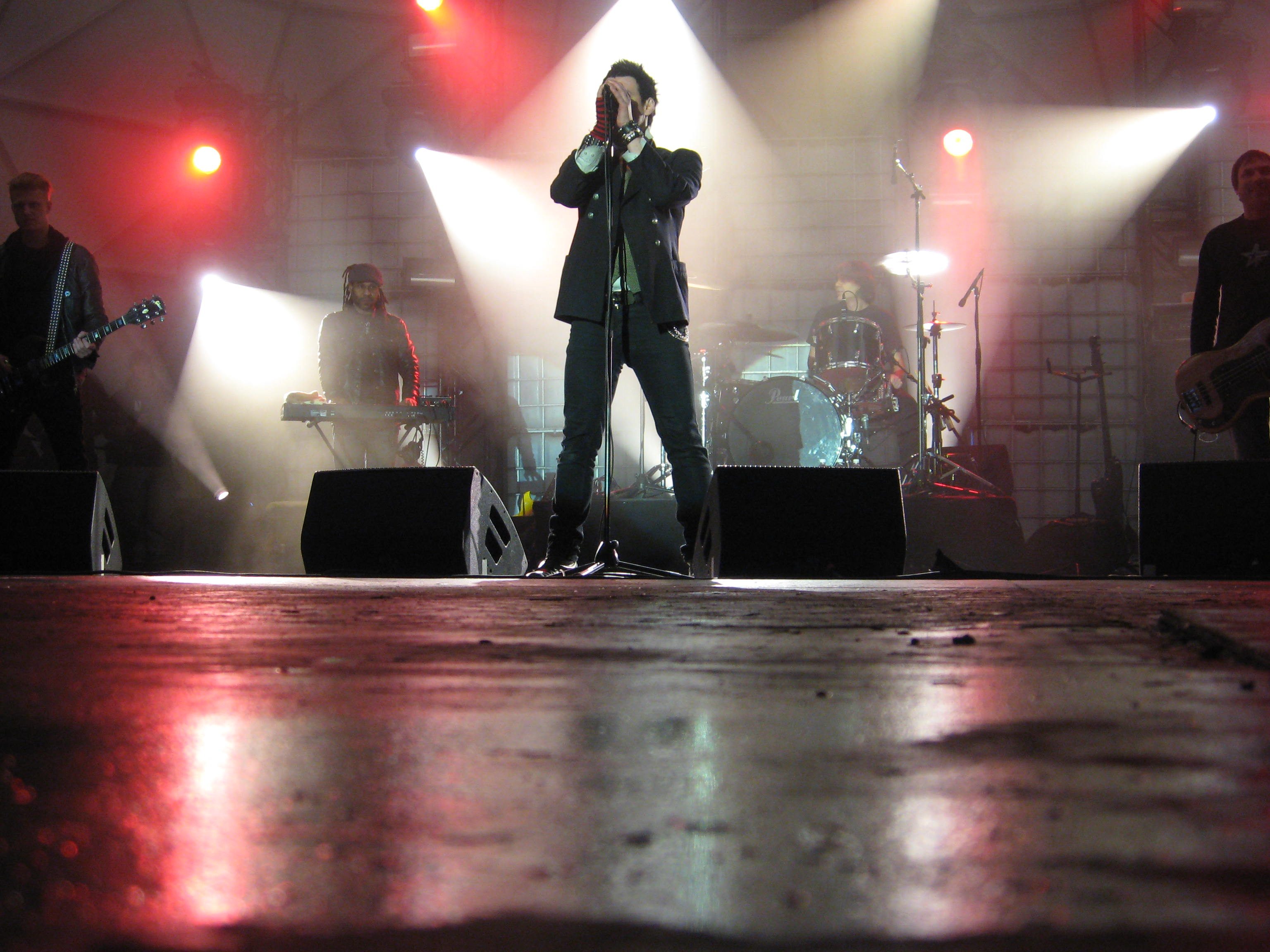
Xavier Caféïne au Carnaval de Québec de 2011
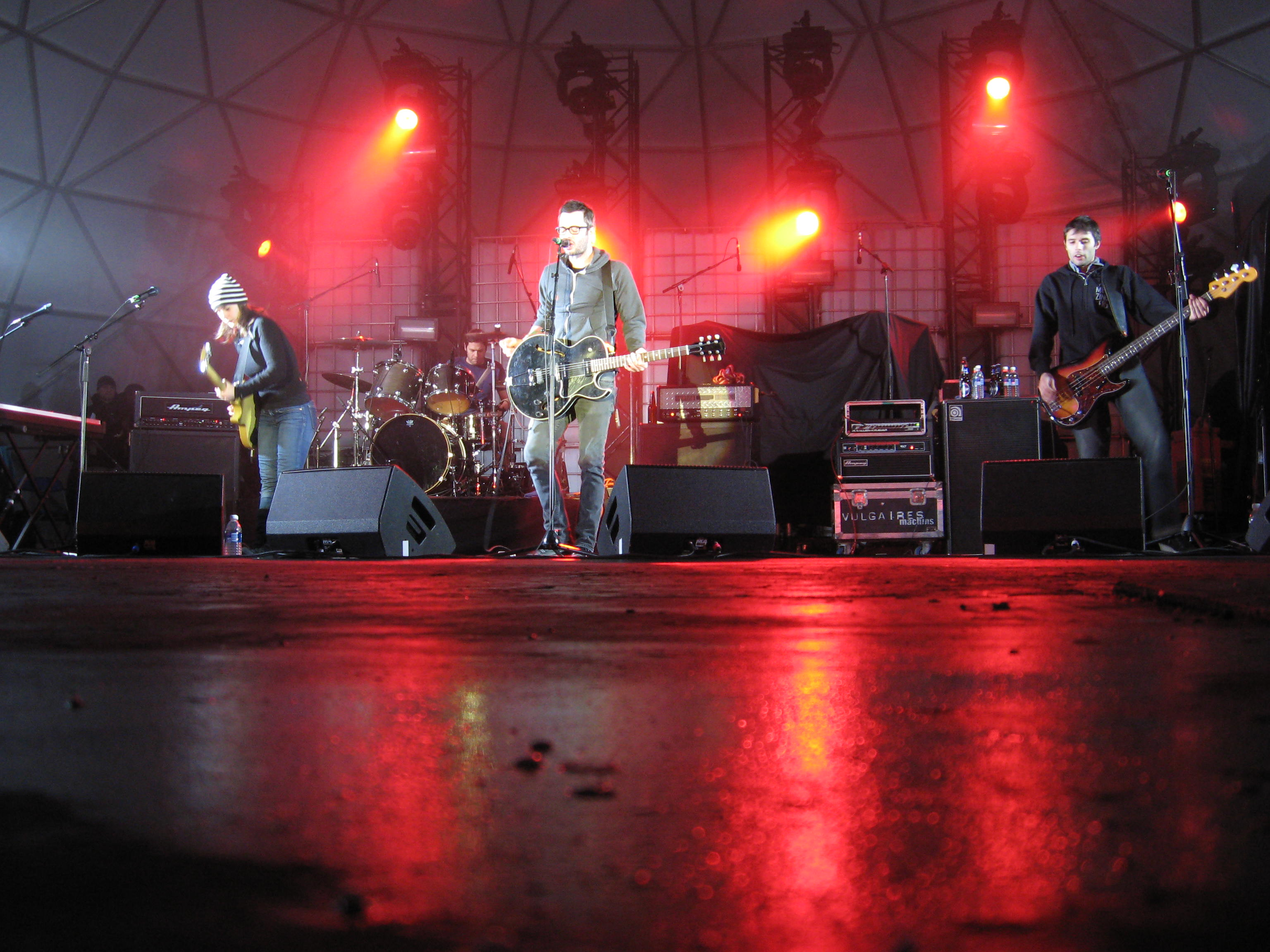
Les Vulgaires Machins au Carnaval de Québec 2011